# Mawadda-versen

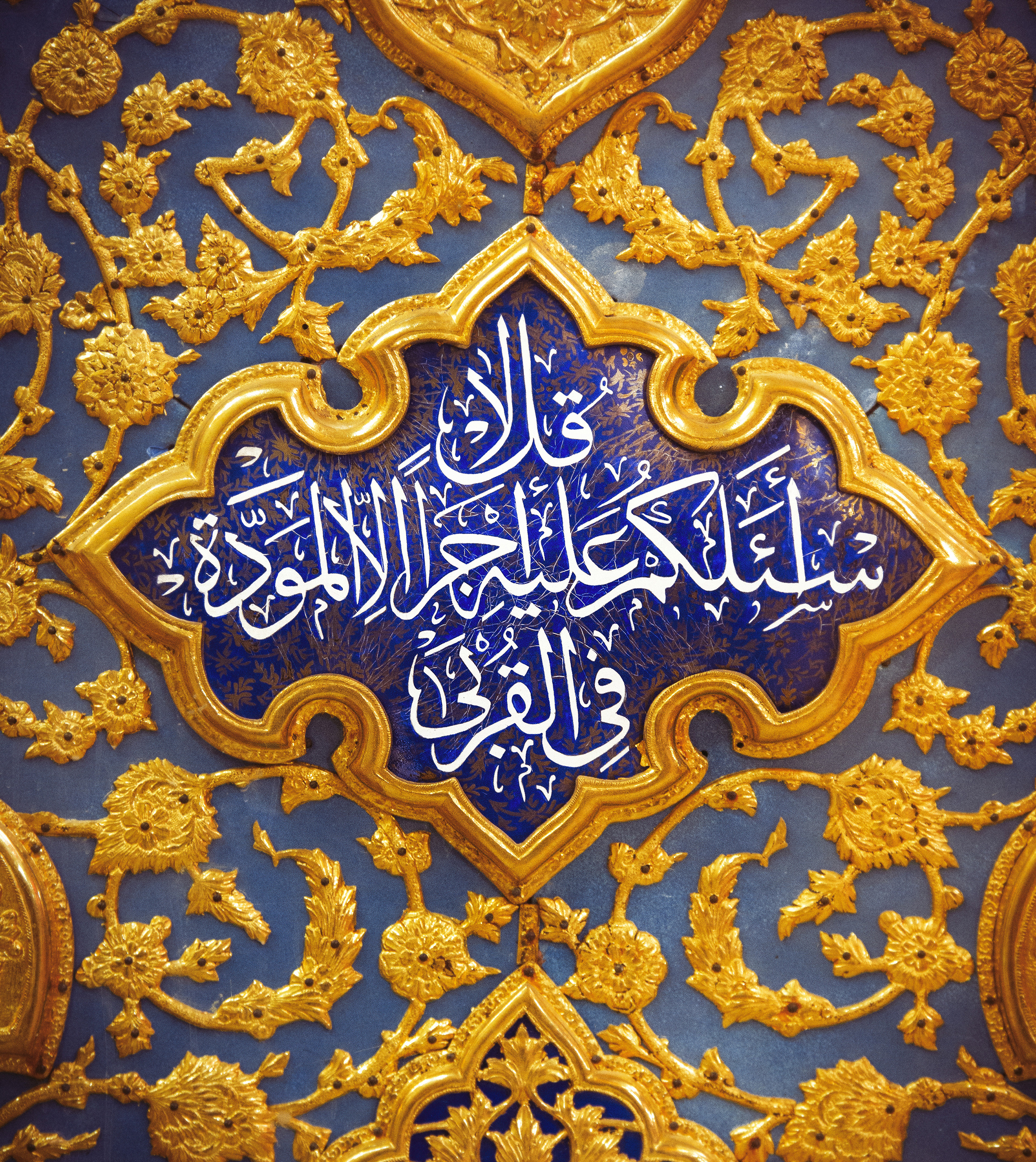
En del av Mawadda-versen på arabiska i Husayn ibn Alis helgedom.

Mawadda-versen (arabiska: آية المودة) är Koranens vers 42:23 där den islamiske profeten Muhammeds belöning för budskapet introduceras som kärlek till hans nära släktingar.

## Versen
"som Han kungör för Sina rättskaffens troende tjänare. Säg [Muhammad]: "Jag begär ingen ersättning av er för detta [budskap]; jag ber bara att ni ger [medmänniskorna] den kärlek [de har rätt att vänta]." Och om någon gör en god handling skall Vi ge honom mångdubbel belöning. Gud förlåter mycket och Han erkänner [Sina tjänares] förtjänster."

## Etymologi
Enligt Lisān al-'Arab, det mest välkända lexikonet för det arabiska språket, betyder al-Mawadda (الْمَوَدَّةَ) att älska eller att vara snäll mot en person. Al-Qurba (الْقُرْبَی) definierades även som nära släktingar.

## al-Qurba
Fakhr ad-Din ar-Razi anser att när muslimer frågade den islamiske profeten vilka al-Qurba är så svarade profeten: Ali, Fatima, Hasan och Husayn.